# Bréville-les-Monts
Bréville-les-Monts – miejscowość i gmina we Francji, w regionie Normandia, w departamencie Calvados.
Według danych na rok 1990 gminę zamieszkiwało 515 osób, a gęstość zaludnienia wynosiła 108 osób/km² (wśród 1815 gmin Dolnej Normandii Bréville-les-Monts plasuje się na 430. miejscu pod względem liczby ludności, natomiast pod względem powierzchni na miejscu 901.).